# Sunnyside, Quận Clackamas, Oregon
Để biết thêm những nơi khác có cùng tên, xin xem Sunnyside, Oregon.
Sunnyside là một khu thống kê trong Quận Clackamas, Oregon, Hoa Kỳ. Theo điều tra dân số năm 2000, tổng dân số của khu thống kê này là 6.791 người.

## Địa lý
Sunnyside nằm ở vị trí 45°25′55″B 122°33′25″T / 45,43194°B 122,55694°TĐã đưa tham số không hợp lệ vào hàm {{#coordinates:}} (45.432022, -122.556986)1.
Theo Cục điều tra dân số Hoa Kỳ, khu thống kê này có tổng diện tích 2,6 dặm vuông Anh (6,7 km²) trong đó đất chiếm 100%.